# 미야와키 시온
미야와키 시온(일본어: 宮脇詩音, 영어: Miyawaki Shion, 1990년 2월 28일 ~ )은 일본의 가수, 싱어송라이터이다.